# Глейшър (окръг)
Окръг Глейшър (на английски: Glacier County) е окръг в щата Монтана, Съединени американски щати. Площта му е 7866 km², а населението - 13 640 души (2017). Административен център е град Кът Бенк.